# モンタナ・フィッシュバーン
モンタナ・フィッシュバーン（Montana Fishburne、1991年9月7日 - ）はチッピー・D.（Chippie D.、Chippy D.）の芸名で知られるアメリカ合衆国のポルノ女優である。彼女は俳優ローレンス・フィッシュバーンと女優ハイナ・O.モスの娘である。

## 経歴
2010年8月にポルノ制作会社フリーキー・エンペラーからゴンゾポルノ映画『Phattys Rhymes & Dimes 14』が発売された。映画はフィッシュバーンとポルノ男優ブライアン・ポンパーとの約1時間のセックスシーンを特徴とする。フィッシュバーンは映画の公開を妨害しようとした。フィッシュバーンの弁護団は映像は決して発売を目的としないリハーサルの映像であり、それが流出してしまったと主張した。
2010年8月18日、再びポンパーと共演した作品『Montana Fishburne: An A-List Daughter Makes her XXX Debut』がヴィヴィット・エンターテインメントから発売された。作品の長さは1時間以上あり、車内、ホテルの部屋、ショッピングセンターなど様々なシーンが含まれている。彼女は映画を製作することを決めた理由を「私は私の職歴の重要な第一歩としてこの映画を製作することを決めた。私はキム・カーダシアンの大成功は、彼女の性的なテープがヴィヴィットから公開されたことが大きいと思う」と語っている。彼女は父親ローレンスが自分のポルノ経歴について「非常に傷付いている」が、彼は最終的にはそれを良い面として受け入れてくれるだろうと述べた 。しかし、後に自分がポルノ女優という職業を選んだ事は「彼の人生で歓迎されない」と明かした。

## 法律問題
ポルノ女優としてデビュー後、過去に売春の疑いで逮捕されていたことが明らかになった。伝えられるところでは、2009年に売春容疑で逮捕された彼女は不法侵入の罪を認める代わりに、客引きと売春を目的に公的な場所にいた罪の起訴を取り下げる司法取引を検察官と行った。彼女は刑務所に入る代わりに社会奉仕活動への参加を選択した。
2010年8月、恋人がかつて交際していた女性の家に不法侵入し、浴室にその女性を力ずくで引きずり込み襲撃したとして、ロサンゼルス市検事局に軽暴行罪と不法監禁の罪で告発された。